# Le Spleen de Paris
Le Spleen de Paris, også kendt som Paris Spleen eller Petits Poèmes en prose af Charles Baudelaire er udgivet posthumt i 1869. Samlingen regnes for det første egentlige værk, hvor prosadigtgenren kommer til udfoldelse.
Som Baudelaire skriver i forordet – et brev til forlæggeren Arsène Houssaye – er han inspireret af digteren Aloysius Bertrand (1807-41), der med værket Gaspard de la nuit (1842) introducerer tekster af denne genre. Baudelaires intention er at skabe et værk, hvor teksternes rækkefølge er fuldstændig tilfældig, således at hver tekst kan læses individuelt og uden for værkets kontekst, hvis læseren ønsker dette.
I Spleen de Paris finder man omtrent samme livsholdning og æstetik som i Les Fleurs du mal. Det poetiske sprog er dog så meget desto mere moderne, som stilen er prosaisk. Nogle af teksterne er direkte omskrivninger af versdigtene fra Les Fleurs du Mal (f.eks. "L'invitation au voyage").